# Miracle Piano Teaching System
Miracle Piano Teaching System è una tastiera MIDI sviluppata da The Software Toolworks come periferica per NES, SNES, Apple Macintosh, Amiga, Sega Mega Drive e PC (MS-DOS e Windows 3.11), e commercializzata a partire dal 1990. È stato pubblicizzato come strumento per insegnare ai bambini a suonare il pianoforte, ed è stato definito "il perfetto coadiuvante per le lezioni formali". 
 La tastiera genera il suono tramite i suoi altoparlanti, e non tramite la console a cui viene collegata; in questo modo può essere usata anche come strumento musicale autonomo. Può riprodurre fino a 128 suoni, dal pianoforte elettrico all'organo, fino alle percussioni tribali.
La periferica, nelle sue versioni per NES, SNES e Mega Drive, è compatibile con un unico titolo omonimo.
Ogni versione veniva venduta insieme a cavi di collegamento, alimentatore, pedali e, in base alla versione, con la rispettiva cartuccia di gioco (un floppy disk da 3.5" per le versioni Macintosh, Amiga e PC).
A causa dell'elevato prezzo (492$ la versione per Mega Drive, 500$ le altre) le vendite sono state scarse, e oggi sia lo strumento che le cartucce di gioco sono rare e ricercate dai collezionisti. Alcune unità della versione NES vennero successivamente riadattate per PC, nascondendo il sigillo di qualità posto da Nintendo con un pezzo di plastica.